# Hel van het Mergelland 2011
L'Hel van het Mergelland 2011, trentottesima edizione della corsa, valido come evento dell'UCI Europe Tour 2011 categoria 1.1, si svolse il 2 aprile 2011 su un percorso di 195,8 km. Fu vinto dall'olandese Pim Ligthart, che terminò la gara in 5h 00' 39" alla media di 39,07 km/h.
Giunsero al traguardo 47 dei ciclisti in totale.

## Squadre e corridori partecipanti
| N.      | Cod. | Squadra                      |
| ------- | ---- | ---------------------------- |
| 1-8     | SKS  | Skil-Shimano                 |
| 11-18   | SBS  | Saxo Bank-Sungard            |
| 21-28   | VCD  | Vacansoleil-DCM              |
| 31-38   | COF  | Cofidis, le Crédit en Ligne  |
| 41-48   | COG  | Colnago-CSF Inox             |
| 51-58   | FAR  | Farnese Vini-Neri Sottoli    |
| 61-68   | LAN  | Landbouwkrediet              |
| 71-78   | APP  | Team NetApp                  |
| 81-88   | TSV  | Topsport Vlaanderen-Mercator |
| 91-98   | UHC  | UnitedHealthcare Pro Cycling |
| 101-108 | VWA  | Veranda's Willems-Accent     |

| N.      | Cod. | Squadra                        |
| ------- | ---- | ------------------------------ |
| 111-118 | SKT  | An Post-Sean Kelly Team        |
| 121-128 | RIJ  | Cyclingteam De Rijke           |
| 131-138 | CJP  | Cyclingteam Jo Piels           |
| 141-148 | QCT  | Donckers Koffie-Jelly Belly    |
| 151-158 | GLU  | Glud & Marstrand-LRØ           |
| 161-168 | TIK  | Itera-Katusha                  |
| 171-178 | TSP  | Nutrixxion-Sparkasse           |
| 181-188 | CCD  | Team Differdange-Magic-SportF. |
| 191-198 | TRS  | Team Eddy Merckx-Indeland      |
| 201-208 | NSP  | Team NSP                       |
| 211-218 | NLD  | Paesi Bassi                    |

## Ordine d'arrivo (Top 10)
| Pos. | Corridore         | Squadra         | Tempo    |
| ---- | ----------------- | --------------- | -------- |
| 1    | Pim Ligthart      | Vacansoleil     | 5h00'39" |
| 2    | Federico Canuti   | Colnago         | s.t.     |
| 3    | Samuel Dumoulin   | Cofidis         | s.t.     |
| 4    | Simon Geschke     | Skil-Shimano    | s.t.     |
| 5    | Marcello Pavarin  | Vacansoleil     | s.t.     |
| 6    | Giovanni Visconti | Farnese Vini    | s.t.     |
| 7    | Edwig Cammaerts   | Landbouwkrediet | s.t.     |
| 8    | Thierry Hupond    | Skil-Shimano    | s.t.     |
| 9    | Bert De Waele     | Landbouwkrediet | s.t.     |
| 10   | David Tanner      | Saxo Bank       | s.t.     |